# Джонсън енд Джонсън
Johnson & Johnson („Джонсън енд Джонсън“) (NYSE: JNJ) е щатска холдингова компания, оглавяваща група от повече от 250 дъщерни компании по целия свят, произвеждащи лекарствени препарати, санитарно-хигиенни материали и медицинско оборудване (по последното заемат водещо място в света). Влиза в състава на индекса Dow Jones Global Titans 50. Компанията е регистрирана през 1887 г. Управлението ѝ се намира в град Ню Брънзуик, щата Ню Джърси (САЩ).

## Търговски марки
- Acuvue
- Actifed
- Ambi
- Aveeno
- AutoVue
- Bactidol
- Band-Aid
- Benadryl
- Benecol
- Bengay
- Benylin
- Bonamine
- Caladryl
- Carefree
- childrenwithdiabetes.com
- Clean & Clear
- Coach
- Coach Professional
- Coach Sport
- Codral
- Combantrin
- Compeed
- Conceptrol
- Cortaid
- Cortef
- Delfen
- Desitin
- Doctor Mom
- Dolormin
- E.P.T.
- Efferdent
- First-Aid
- Gynol
- Healthy Woman
- Imodium
- Johnson’s Baby
- Johnson & Johnson Red Cross
- Jontex
- K-Y
- Lactaid
- Listerine
- Listermint
- Lubriderm
- Luden’s
- Micatin
- Monistat
- Motrin
- Motrin Children
- Myadec
- Mylanta
- Nasalcrom
- Neko
- Neosporin
- Neutrogena
- Nicoderm
- Nicorette
- Nizoral
- Nu-Gauze
- O.B.
- OneTouch
- Pediacare
- Penaten
- Pepcid
- Pepcid AC
- Polysporin
- Ponstan
- Priligy
- Purell
- Quantrel
- REACH
- Reactine
- Regaine
- Rembrandt
- Remicade
- RoC
- Rogaine
- Rolaids
- Shower to Shower
- Simply Sleep
- Simponi
- Sinutab
- Splenda
- St. Joseph
- Stayfree
- Steri-Pad
- Stim-u-dent
- Sudacare
- Sudafed
- Tucks Pads
- Tylenol
- Tylenol Baby
- Tylenol Children
- Tyzine
- Unicap
- Vania
- Visine
- Zyrtec